# ベンソンビル
ベンソンビル（Bensonville）とは西アフリカのリベリアにある町。首都モンロビアから30Kmにあり、モンロビアよりも小さな町だが、モンセラード郡の郡庁所在地である。人口は4,089人（2008年国勢調査）。
アメリコ・ライベリアン最後のリベリア大統領となるウィリアム・トルバートの出身地で、トルバート大統領自身や家族、親族などの大邸宅がある。しかし、1989年以降の内戦の影響で、現在ではトルバート一族の大邸宅は廃墟と化している。1980年に現地部族出身のサミュエル・ドウ軍曹による軍事クーデターでトルバートは殺されるが、トルバートの遺体は、トルバートがベンソンビルでバプテスト教会の牧師をやっていたから、ベンソンビルにある教会の墓地に埋葬される予定だった。しかしドウの圧力により、モンロビアにある墓地に匿名で葬られた。
一時期、町はトルバートにより、ベントルシティ（Bentol City）などとも名を変えられていたが、現在のベンソンビルに戻されている。
現在、慈善団体がベンソンビルで活動している。